# Goiás
Goiás è uno stato del Brasile situato nella regione Centro-Oeste del paese. Lo stato, che ha il 3,3% della popolazione brasiliana, genera il 2,7% del PIL brasiliano.

## Bandiera

La bandiera del Goiás

Le righe verdi simboleggiano la primavera e le righe gialle l'oro. Il rettangolo blu rappresenta il cielo e le stelle la costellazione della Croce del Sud. La bandiera fu adottata il 30 luglio del 1919.

## Geografia
Confina con gli Stati di Tocantins, Bahia, Minas Gerais, il Distretto Federale, Mato Grosso do Sul e Mato Grosso.

## Economia
Il settore dei servizi è la componente principale del PIL con il 43,9%, seguito dal settore industriale con il 35,4%. L'agricoltura rappresenta il 20,7% del PIL (2004). Le esportazioni del Goiás sono costituite da soia 49,2%, carne bovina 10,5%, oro 9,1%, altra carne 7,5%, ferro 7,4%, cuoio 4% (2002).
Lo stato partecipa all'economia brasiliana con il 2,4% del PIL (2005).

### Agricoltura

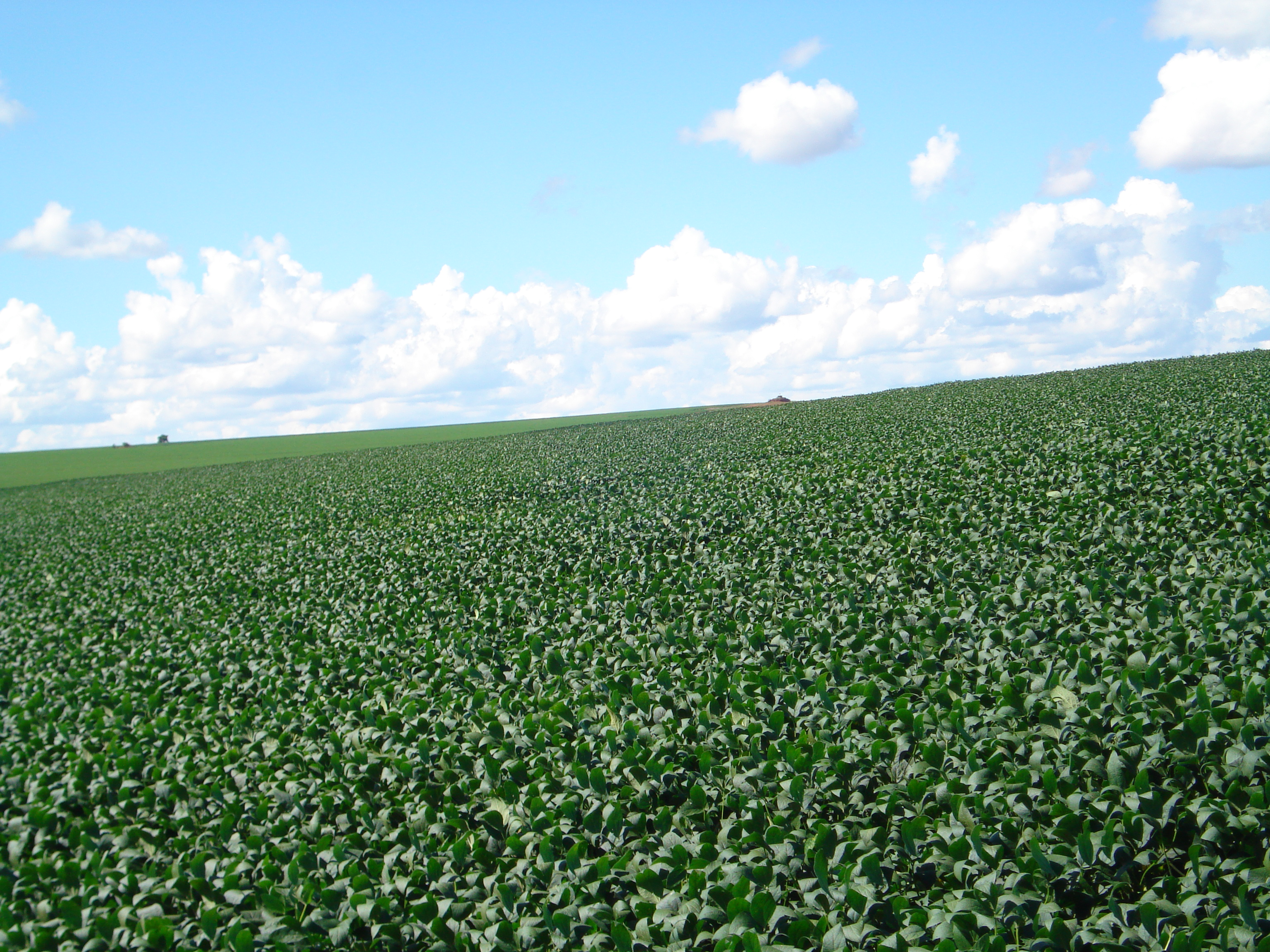
Colture di soia a Goiás.

L'agricoltura in totale rappresentava il 21% del PIL dello stato. Lo stato di Goiás si distingue per la produzione di canna da zucchero, mais, soia, sorgo, pomodoro, fagiolo, girasole, aglio, oltre a produrre cotone, riso, caffè e grano.
Nel 2019 il Goiás era al quarto posto in Brasile per la produzione di grano, con il 10% della produzione nazionale.
Goiás è il secondo stato del paese per la produzione di canna da zucchero, l'11,3% della produzione nazionale, con 75,7 milioni di tonnellate raccolte nel periodo 2019/20. Nello stesso anno è stato il quarto produttore di soia, con 12,46 milioni di tonnellate. Ha il primato nazionale nella produzione di sorgo con il 44% della produzione agricola brasiliana nel ciclo 2019/2020, con un raccolto di 1,09 milioni di tonnellate. Lo Stato è anche il leader brasiliano nella produzione di pomodoro: nel 2019 ha prodotto oltre 1,2 milioni di tonnellate, un terzo della produzione totale del Paese. Nel 2017 è stato il quarto maggior produttore di mais nel paese. Nel 2019, Goiás è diventato il leader nella produzione brasiliana di aglio. Goiás è stato il quarto più grande produttore di fagioli in Brasile nel raccolto 2017/18, con 374.000 tonnellate e ha circa il 10% della produzione del paese. Lo stato è anche al terzo posto per la produzione di cotone, ma la maggior parte della produzione nazionale proviene dal Mato Grosso e da Bahia. Goiás ha solo una quota del 2,3%.. Nel 2020 il Goiás è stato il secondo produttore nazionale di girasole, con il 41,8%, preceduto solo dal Mato Grosso. Il Goiás è l'ottavo produttore di riso del Brasile, con l'1% della produzione nazionale.

### Bestiame
Lo stato di Goiás è il primo stato del paese per la zootecnia. Nel 2016 era il terzo maggior produttore di manzo in Brasile: 22,6 milioni di capi di bestiame. Il numero di suini a Goiás era di circa 2,0 milioni di capi nel 2015. Lo Stato era invece il sesto produttore di suini, il 5% del totale nazionale. Tra i comuni di Goiás che si sono distinti, Rio Verde aveva la terza più grande popolazione nazionale. Nel 2016 Goiás è stato il 4º maggior produttore di latte, rappresentando il 10,1% della produzione di latte del paese. Il numero di polli nello stato è stato di 64,2 milioni di capi nel 2015. La produzione di uova quell'anno è stata di 188 milioni di dozzine. Goiás è stato il nono produttore di uova, il 5% della produzione nazionale.

### Estrazione

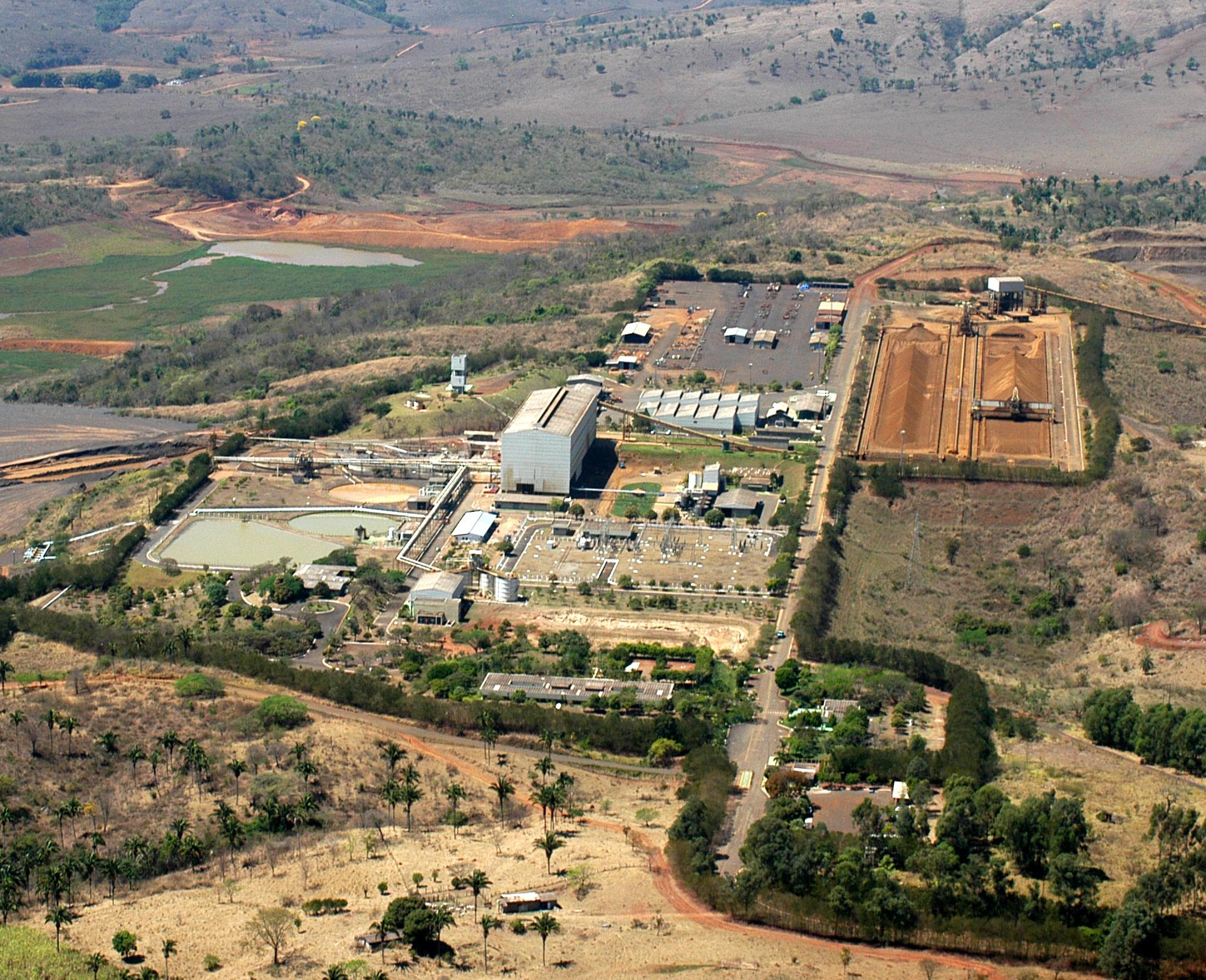
Complesso chimico-minerale dell'azienda Fosfértil a Catalão.

Anche i minerali sono importanti, poiché lo Stato è uno dei principali produttori di nichel, rame, oro, niobio e alluminio (bauxite). Goiás aveva il 4,58% della partecipazione mineraria nazionale (3 ° posto nel paese) nel 2017. Il Goiás e il Pará sono gli unici due produttori di nichel nel paese, Goiás è al primo posto per la produzione, avendo ottenuto 154.000 tonnellate, per un valore di 1,4 miliardi R $. In rame, è stato il secondo più grande produttore del paese, con 242.000 tonnellate, per un valore di R $ 1,4 miliardi. In oro, è stato il quarto più grande produttore del paese, con 10,2 tonnellate, per un valore di 823 milioni di R $. In niobio (sotto forma di Piroclor), è stato il secondo più grande produttore del paese, con 27.000 tonnellate, per un valore di 312 milioni di R $. In alluminio (bauxite), è stato il terzo più grande produttore del paese, con 766.000 tonnellate, per un valore di R $ 51 milioni.
Nelle pietre preziose, Goiás è uno degli stati produttori di smeraldi del Brasile. Campos Verdes è considerata la "capitale degli smeraldi". Lo stato ha anche una produzione nota di tormalina (il Brasile è uno dei maggiori produttori di questa gemma) e di zaffiro (in misura scarsa)..

### Industria

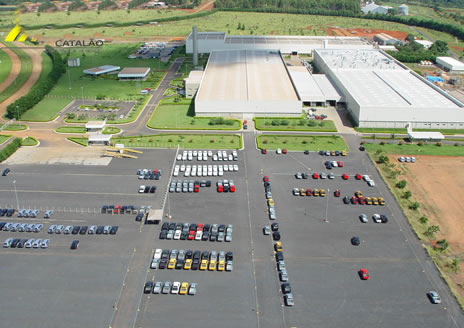
Lo stabilimento Mitsubishi in Catalão

Goiás ha registrato un PIL industriale di 37,1 miliardi di R $ nel 2017, pari al 3,1% dell'industria nazionale. Impiega 302 952 lavoratori nel settore. I principali settori industriali sono: l'edilizia (25,6%), i prodotti alimentari (25,2%), i servizi pubblici come elettricità e acqua (17,2%), i prodotti petroliferi e i biocarburanti (7,4% ), e i prodotti chimici (3,7%). Questi 5 settori concentrano il 79,1% dell'industria statale.
Goiânia e Aparecida de Goiânia sono diventati centri di industrie di trasformazione alimentare, Anápolis di fabbriche farmaceutiche. Rio Verde, nel sud-ovest, è una delle piccole città in rapida crescita con molte nuove industrie situate nell'area e Catalão è un centro di lavorazione dei metalli e chimico.
In Brasile, il settore automobilistico rappresenta circa il 22% del PIL industriale. Nel Goiás ci sono stabilimenti Mitsubishi, Suzuki e Hyundai.

### Turismo

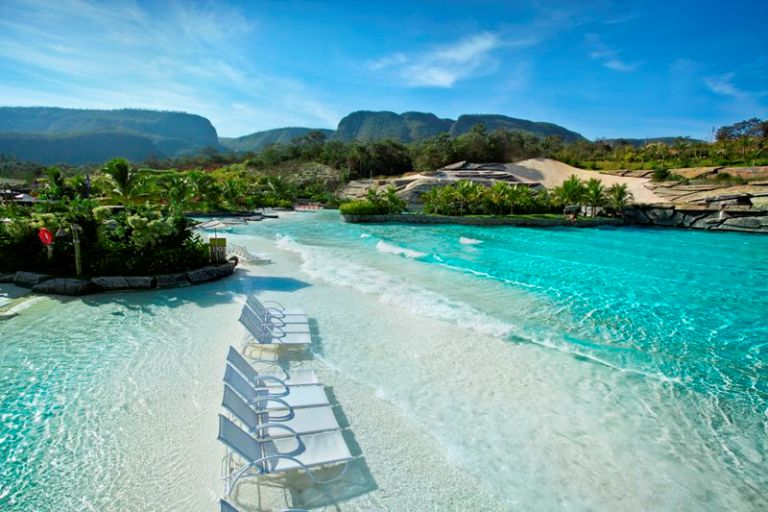
Hotel A Caldas Novas.

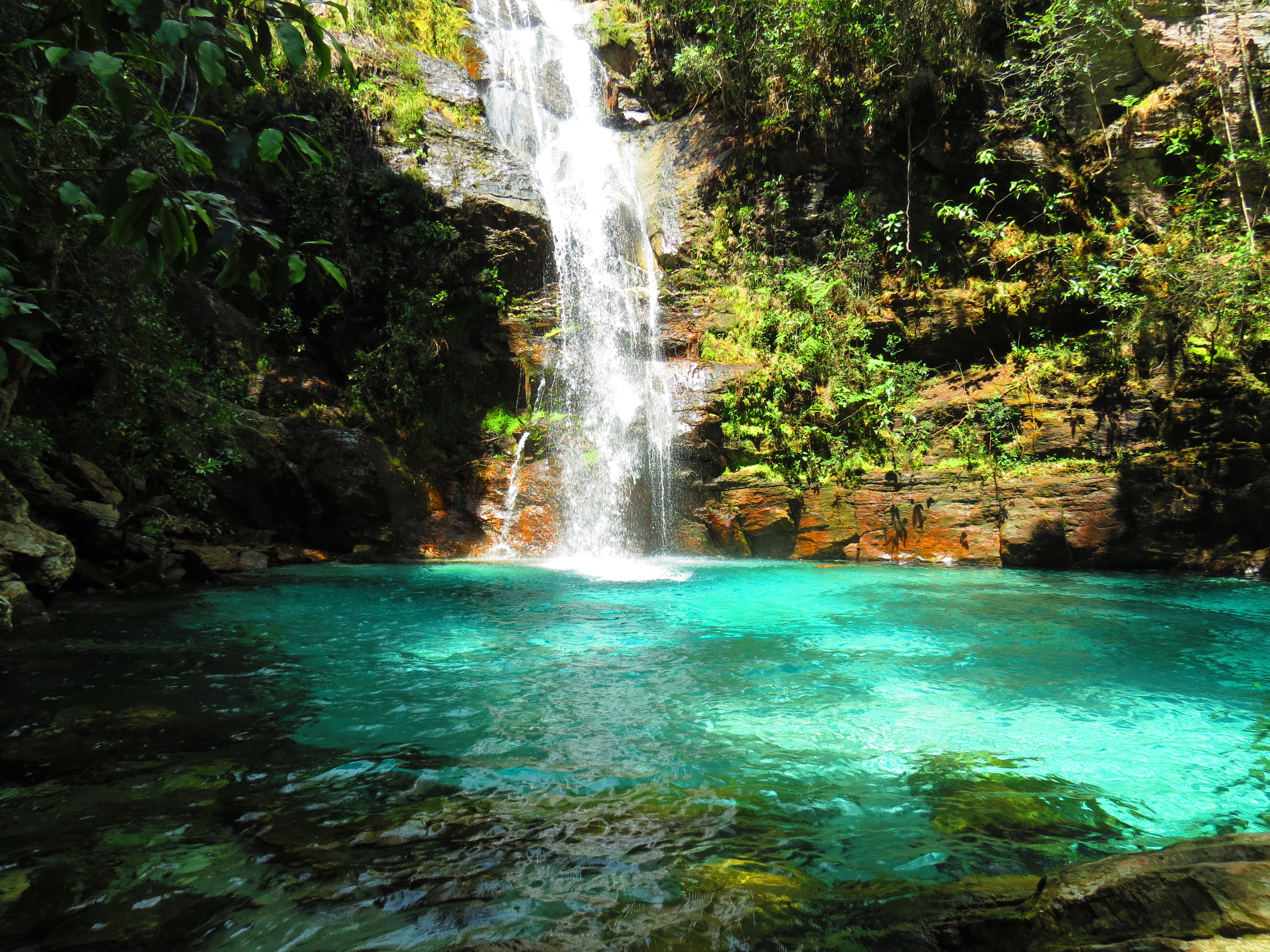
Cascata di Santa Bárbara in Cavalcante.

La località turistica più nota dello stato è Caldas Novas, famosa per le sue sorgenti termali, essendo la più grande stazione idrotermale del mondo, con diverse stazioni che utilizzano le acque di queste sorgenti termali per scopi terapeutici e ricreativi. Alcune delle terme della città si ispirano alle antiche terme romane. La regione attira turisti da tutto il Brasile e dal mondo.
Ci sono anche diversi luoghi in cui si pratica ecoturismo, principalmente nel Chapada dos Veadeiros, un parco nazionale riconosciuto per la diversità dei suoi paesaggi.
Patrimonio dell'umanità di fama internazionale, la città di Goiás si distingue per la sua importanza storica e l'architettura coloniale.
Pirenópolis è una città all'interno dello stato di Goiás, nota per le sue case coloniali ben conservate e le ripide strade di pietra.

## Infrastrutture e trasporti

### Strade

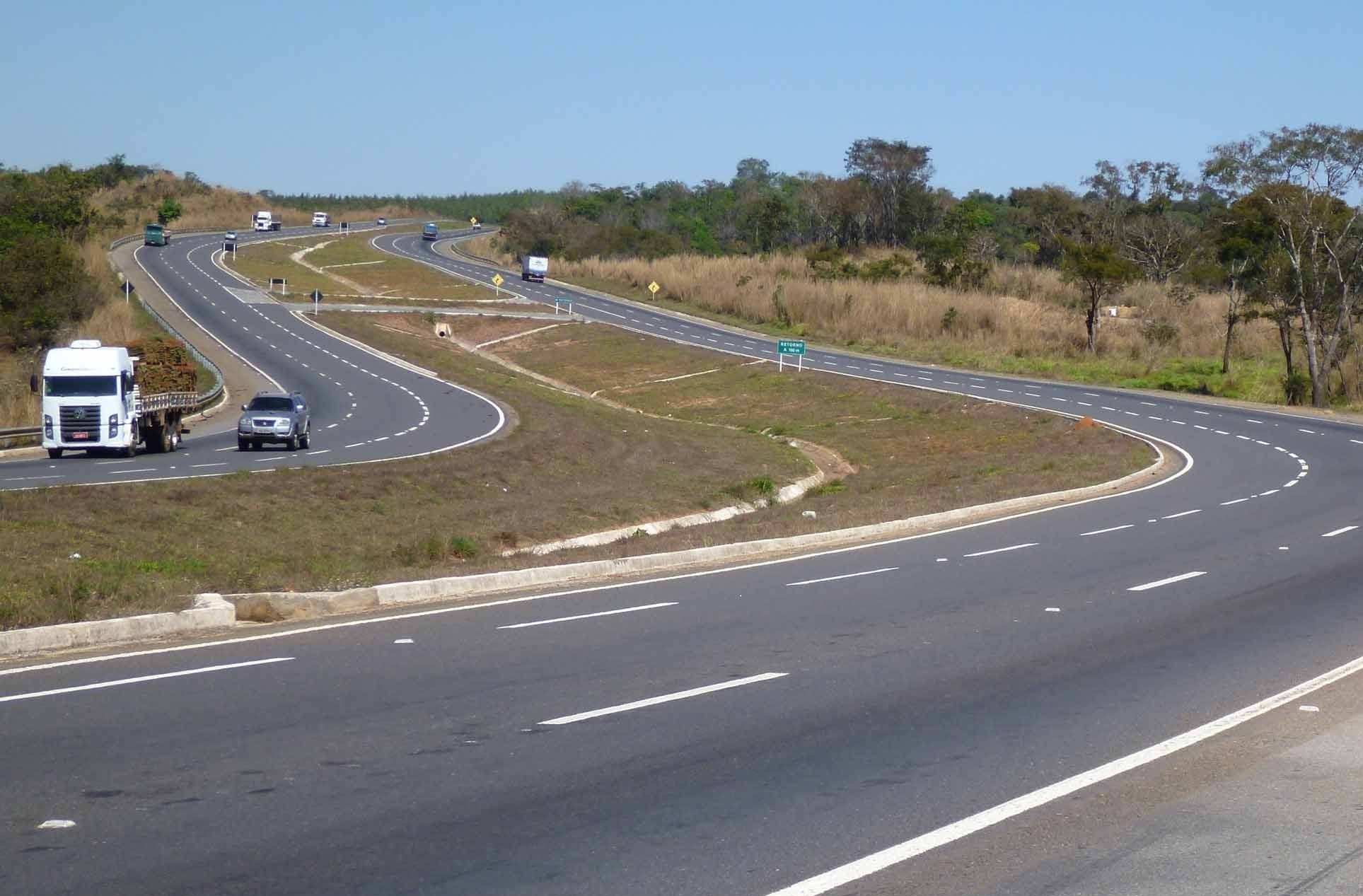
BR-060, tra Brasília e Goiânia.

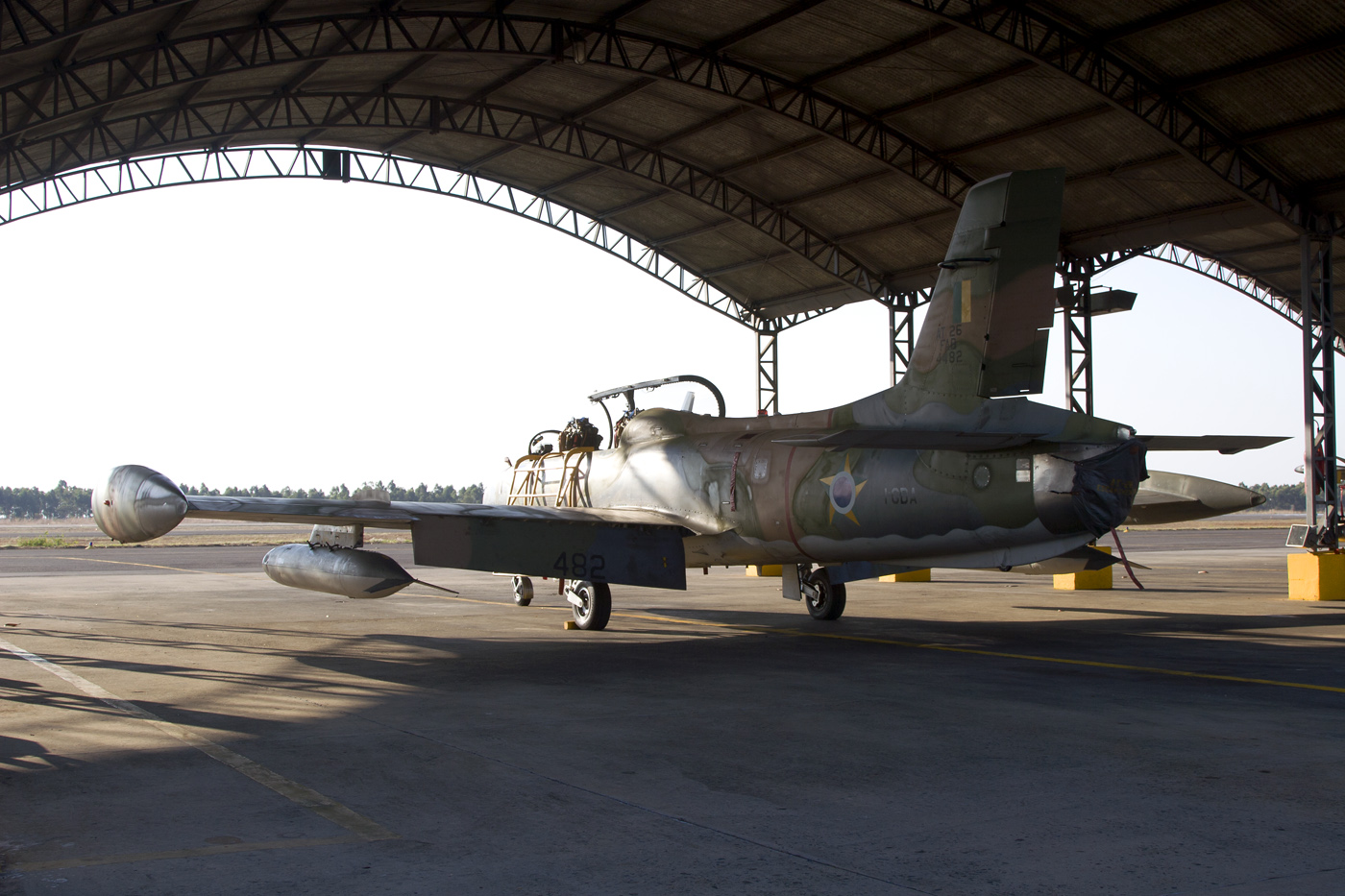
Base aerea di Anápolis.

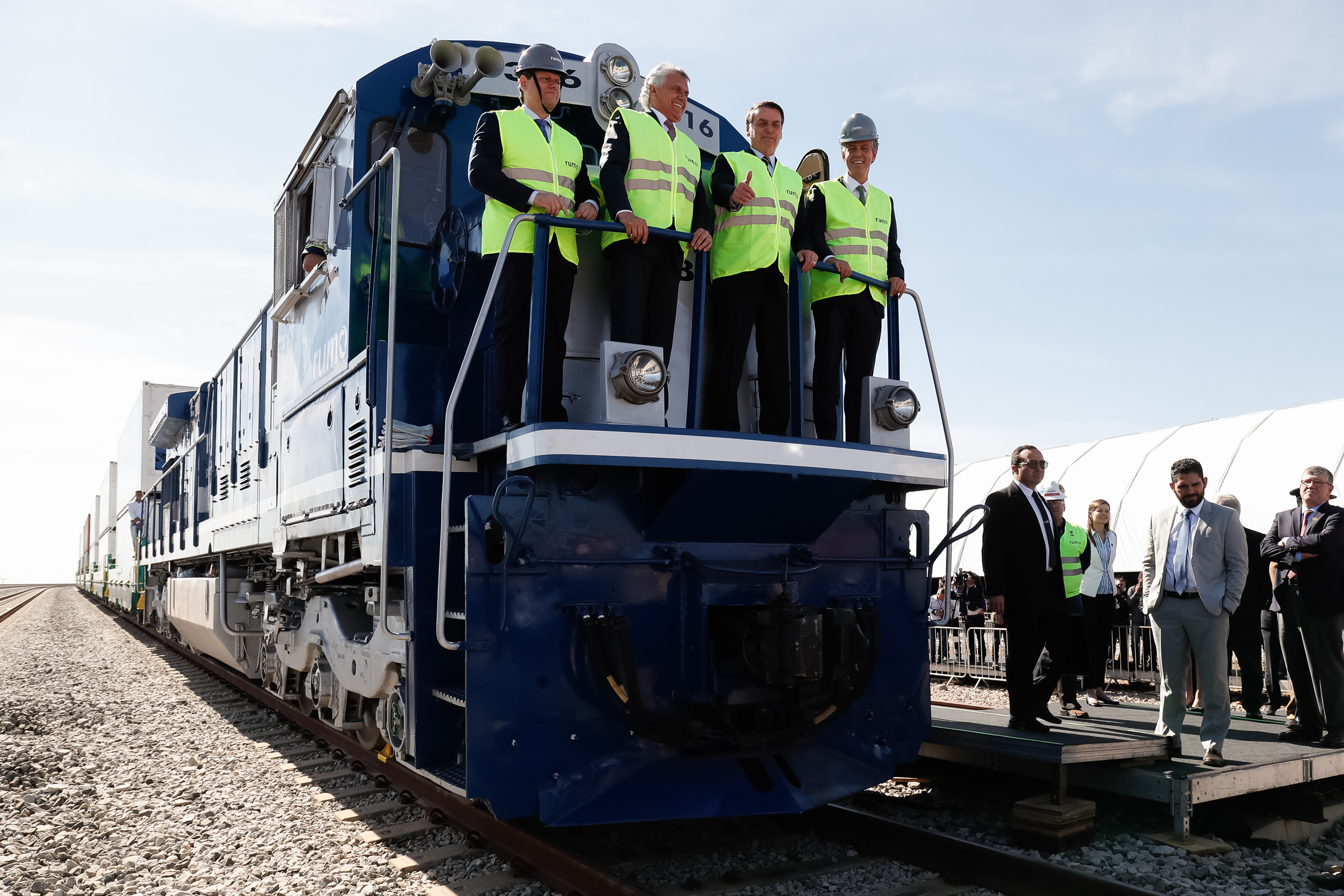
Il Presidente della Repubblica, Jair Bolsonaro, posa per una foto durante la cerimonia di firma del contratto di concessione per la Sezione nord-sud, nel 2019, a Anápolis.

Nel 2017, lo stato aveva una rete stradale totale di 96.642,1 km, comprese le strade municipali, statali e federali di Goiás. A dicembre 2021, Goiás possedeva, oltre alle strade comunali, 21.212,67 km di strade nello stato di Goiás e 2.094,3 km di strade federali. Ci sono più di 13.000 km di strade asfaltate e circa 1.200 km di autostrade. Il BR-060 ha più di 520 km duplicati tra Brasilia, Goiânia e Jataí. Il BR-050 è quasi interamente duplicato nello stato, con oltre 200 km di autostrade tra Cristalina e il confine con Minas Gerais. Anche il BR-153 tra Goiânia e il confine con Minas Gerais è duplicato, oltre alle autostrade che collegano Goiânia con il BR-070. La duplicazione delle autostrade nello stato è iniziata negli anni 2000 e da allora è in continua evoluzione. Attualmente è in corso un progetto per duplicare il BR-153 tra Anápolis e il confine con Tocantins.
C'è un solo corso d'acqua sul fiume Paranaíba e il suo porto principale è São Simão, che fa parte del bacino fluviale Paraná-Tieté.
Il traffico aereo di Goiás ha diversi aeroporti, il più trafficato è Aeroporto Internazionale Santa Genoveva, a Goiânia. È stata costruita una base aerea a Anápolis per gli aerei supersonici dell'Força Aérea Brasileira.
Una delle ferrovie più importanti dello stato è la Ferrovia Norte-Sul (Ferrovia nord-sud). Il 4 marzo 2021 è entrata in funzione la tratta tra São Simão (GO) e Estrela d'Oeste (SP). A São Simão è stato costruito un terminal con una capacità statica di 42.000 tonnellate e la capacità di elaborare 5,5 milioni di tonnellate di semi di soia, mais e farina di soia all'anno. Il 29 maggio 2021 è partita dal terminal multimodale di Rio Verde (GO) la prima composizione ferroviaria carica di soia, diretta al Porto di Santos. Questo viaggio ha segnato l'inaugurazione del tratto tra Rio Verde e São Simão (GO) di poco più di 200 km.

## Sport

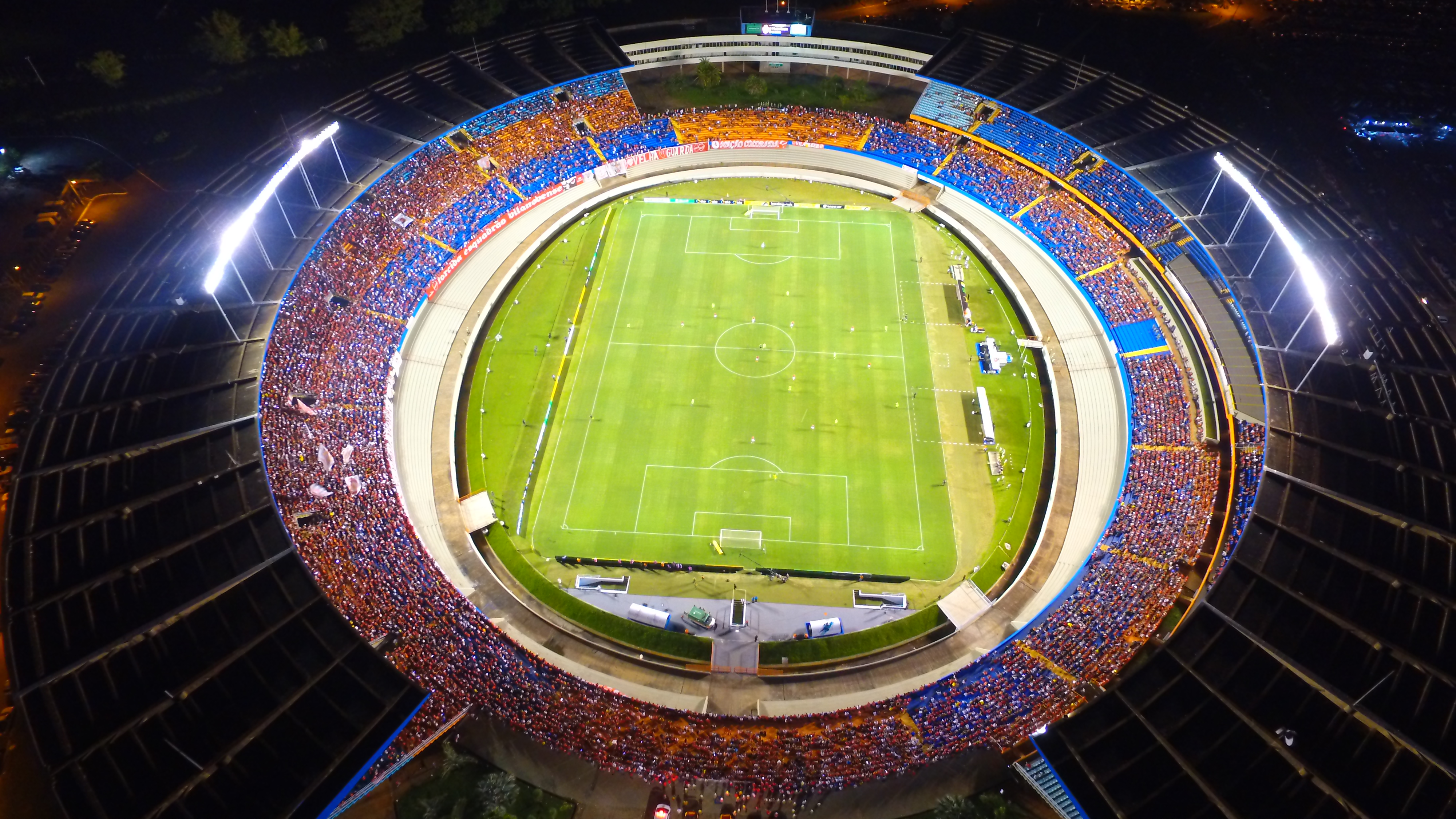
Stadio Serra Dourada.

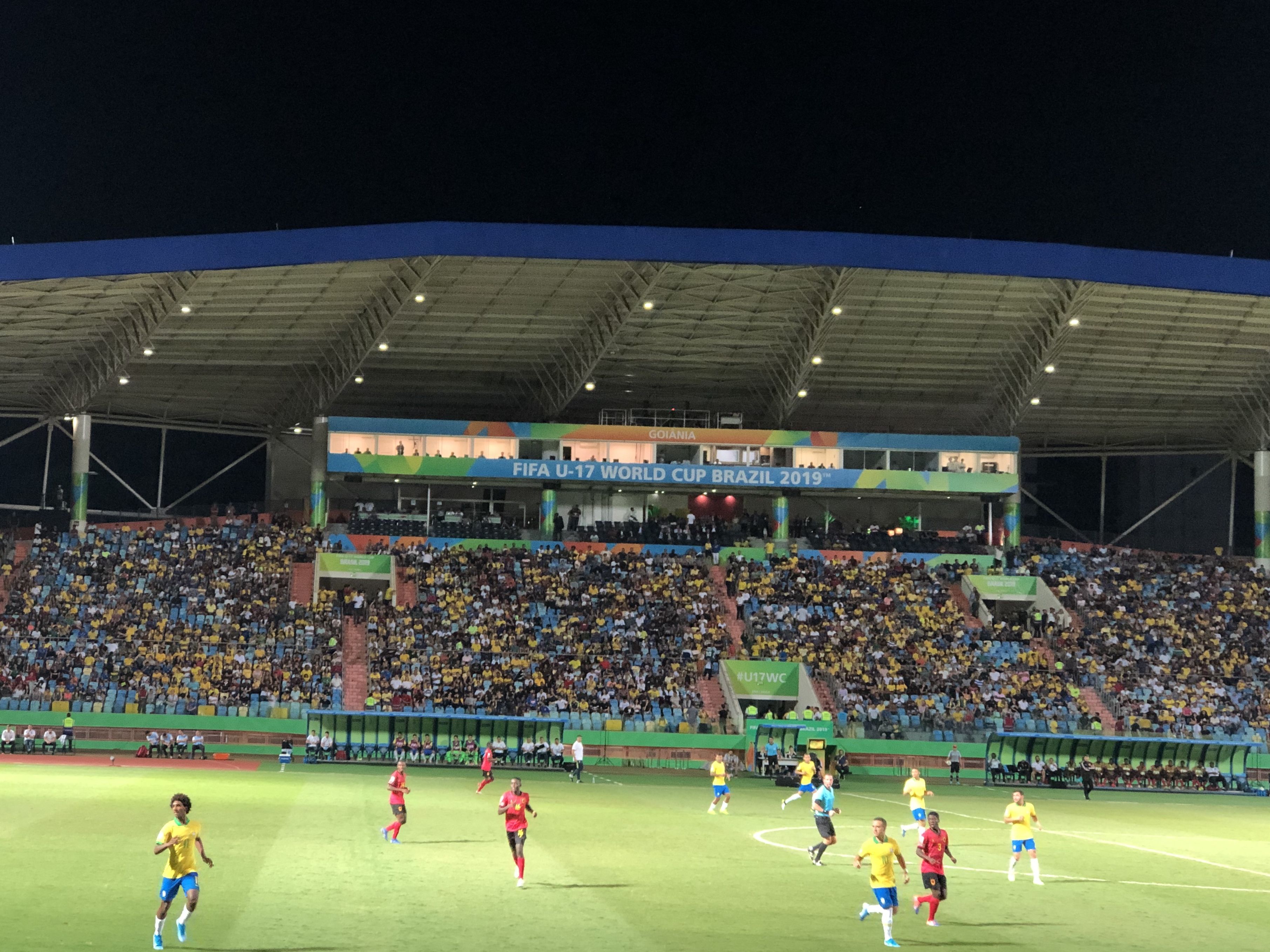
Stadio olimpico Pedro Ludovico Teixeira.

Lo sport principale nello stato è il calcio. Le principali squadre di calcio sono Goiás, Atlético Goianiense, Vila Nova, Anápolis,  Itumbiara, Anapolina, CRAC e Goiânia. Gli stadi principali di Goiás sono lo Stadio Serra Dourada e lo Stadio olimpico Pedro Ludovico Teixeira, che è stato scelto come uno degli ospiti della Campionato mondiale di calcio Under-17 2019.
La pallavolo è molto praticata anche dalla popolazione di Goiás, che occupa il 3º posto di preferenza, con il futsal al secondo posto. Il rugby occupa il quarto posto nella preferenza di Goiás. Un luogo in cui la pallavolo e il futsal sono ampiamente praticati è la città di Anápolis, che ha una palestra internazionale in grado di ospitare partite ufficiali, il Newton de Faria International Gymnasium.
Nello stato sono nati i medagliati olimpici Dante nella pallavolo e Carlos Jayme nel nuoto, oltre a medagliati ai campionati del mondo, come César Sebba nel basket e Diogo Villarinho nella maratona acquatica.